# Operação Hashtag
Operação Hashtag é uma investigação em andamento pela Polícia Federal do Brasil, deflagrada oficialmente em julho de 2016, às vésperas dos Jogos Olímpicos do Rio contra uma suposta célula do grupo terrorista Estado Islâmico do Iraque e do Levante no Brasil. Ela foi resultado de uma integração entre a Agência Brasileira de Inteligência (Abin), a Polícia Federal (PF), as Forças Armadas e agências de informação internacionais. Essa foi a primeira ação antiterror ocorrida no Brasil depois da aprovação da lei 13.260, sancionada pela presidente Dilma Rousseff em 16 de março de 2016, e que tipificou os crimes dessa natureza, e as primeiras detenções, no Brasil, por suspeita de ligação com o grupo terrorista Estado Islâmico do Iraque e do Levante.

## Antecedentes
O temor por atentados terroristas durante os Jogos Olímpicos de 2016 mobilizou o governo brasileiro e os de vários países que iriam participar dos Jogos. Especialistas chegaram a afirmar que, apesar de o Brasil não ter um histórico de ações terroristas internacionais, nem estar envolvido em conflitos geopolíticos, um evento da magnitude dos Jogos Olímpicos – com delegações de mais de 200 países e grande audiência mundial – eleva o nível de alerta, pois se trata de uma vitrine para chamar a atenção internacional. Não a toa, alguns turistas chegaram a vender seus ingressos por medo de que isso de fato ocorresse.
Heni Ozi Cuckier, cientista político que já trabalhou no Conselho de Segurança da ONU e é professor de relações internacionais da ESPM, chegou a afirmar que existia sim uma "ameaça real" de atentado durante os Jogos.
Em novembro de 2015, o terrorista Maxime Hauchard, integrante do Estado Islâmico do Iraque e do Levante, postou a seguinte mensagem no Twitter: “Brasil, vocês são nosso próximo alvo. Podemos atacar esse país de merda”. A mensagem do terrorista foi postada logo depois dos atentados que deixaram 129 mortos e dezenas de feridos, na França. Mais tarde, a autenticidade da declaração foi confirmada pela Agência Brasileira de Inteligência. O diretor de contraterrorismo da Abin, Luiz Alberto Sallaberry, afirmou que esta mensagem elevava a probabilidade de o Brasil sofrer ataques terroristas, e também estimulava as adesões de brasileiros ao grupo jihadista.
Em abril de 2016, integrantes do Sistema Brasileiro de Inteligência (Sisbin) receberam informações de que brasileiros radicados no país estavam mantendo contato com integrantes do Estado Islâmico do Iraque e do Levante. Isso acendeu o sinal de alerta, e dias depois a Abin divulgou um relatório que apontava ameaças terroristas no Brasil durante a realização dos Jogos Olímpicos. Na busca por informações, os agentes do Sisbin procuraram a polícia federal alemã (BKA). Queriam informações sobre os 22 mil nomes de integrantes do ISIS entregues aos alemães por um informante. Na lista, porém, não havia brasileiros.
Segundo a agência de monitoramento de terrorismo "SITE Intelligence Group", em 29 de maio de 2016, o Estado Islâmico do Iraque e do Levante havia criado no Telegram o primeiro canal para disseminação de propaganda jihadista em português, voltado para o público brasileiro. Desde então, seguidores do grupo passaram a disseminar a incitação de atos terroristas por um grupo que se autointitula “Ansar al-Khilafah Brazil”, que se apresenta como baseado no País. O Telegram foi a alternativa encontrada pelo grupo para distribuir sua propaganda, após ter várias de suas contas em redes sociais fechadas. O aplicativo possui uma função que permite criar um canal de informações e distribuí-las para um número ilimitado de seguidores, recurso que se provou bastante útil para os membros do ISIS Os extremistas publicaram no aplicativo recomendações de 17 técnicas para atentados terroristas durante os Jogos Olímpicos Rio 2016. Conforme noticiado pelo UOL, a Abin (Agência Brasileira de Inteligência) passou, então, a monitorar o grupo no aplicativo.
Em 3 de junho, uma investigação da Polícia Federal em Santa Catarina fez com que a justiça exigisse o monitoramento de um homem da cidade de Chapecó (SC) por suspeitas de planejar um ato terrorista.
No dia 8 de julho, o ministro da Defesa, Raul Jungmann, disse que nenhuma agência de inteligência no mundo havia rastreado qualquer ameaça de ataque terrorista durante os Jogos do Rio. Jungmann disse ainda que o Brasil é um país pacífico, mas bem armado e que sabe contra-atacar.
No dia 9 de julho, o jornal O Globo divulgou que a Abin estava monitorando 24 horas por dia cem pessoas com perfil de “lobo solitário” (aquele que não pertence a uma organização terrorista, como o Estado Islâmico do Iraque e do Levante, mas age em favor de uma determinada ideologia), com potencial para cometer atos de violência, inclusive terrorismo.
No dia 13 de julho, foi divulgado um relatório de oficiais de inteligência do governo francês afirmando que um membro brasileiro do grupo terrorista Estado Islâmico do Iraque e do Levante estaria preparando um atentado contra a delegação francesa durante os Jogos Olímpicos Rio 2016. A informação foi passada pelo chefe da Direção de Inteligência Militar (DRM), general Christophe Gomart, durante uma audiência realizada em 26 de maio na Comissão Parlamentar de Luta contra o Terrorismo que investiga os atentados de 2015 na França. Durante a audiência, o parlamentar pergunta sobre o suposto plano terrorista a um chefe da inteligência francesa, que confirmou ter recebido a informação de parceiros. Esta informação foi publicada no site da Assembleia Nacional francesa no dia 13 de julho, tendo sido divulgada pelo jornal “Libération” neste mesmo dia. Em entrevista, o diretor da Abin, Wilson Trezza, disse que iria “discutir” a situação internamente. “Ainda não recebemos [comunicado oficial do governo francês]. Certamente vamos saber porque estamos em conversação permanente.”
No dia 15 de julho, o professor franco-argelino Adlène Hicheur, que trabalhava como pesquisador do Instituto de Física da Universidade Federal do Rio de Janeiro (UFRJ), foi deportado para a França, uma vez que ele foi condenado em Paris a cinco anos de prisão, em 2009, por ligações com terroristas. Em janeiro, a revista “Época” já havia revelado que ele estava sendo monitorado no Rio pela Polícia Federal e a Agência Brasileira de Inteligência (Abin). Mais tarde, após a Operação Hashtag ser revelada, a Polícia Federal garantiu que esta prisão “não possuia relação com a Operação Hashtag".
No dia 18 de julho, os aeroportos brasileiros começaram a utilizar as novas regras da Agência Nacional de Aviação Civil (Anac) para inspeção de passageiros e bagagens de mão em voos domésticos.
No dia 19 de julho de 2016, o governo francês desmentiu que houvesse o planejamento de um ataque terrorista à delegação olímpica do seu país, que teria a participação de um brasileiro supostamente ligado à Daesh. Segundo o governo da França, a informação era falsa.
No dia 20 de julho, o governo da França solicitou ao Ministério das Relações Exteriores do Brasil que reforçasse a segurança de escolas e consulados franceses. O pedido foi enviado pelo Itamaraty a 19 secretarias estaduais de Segurança, que deveriam determinar como se daria o reforço.
No dia 21 de julho, somente poucas pessoas já sabiam da existência desta operação, mas foi a publicação da foto do mandado de prisão pela esposa de um dos integrantes do grupo que vazou a ação da Polícia Federal e apressou a decisão do governo de anunciá-la.
No dia 28 de julho, o ministro da Justiça e Cidadania, Alexandre de Moraes, afirmou que o brasileiro Chaer Kalaoun, que era investigado pela Polícia Federal desde 2014, foi preso por envolvimento com grupos terroristas. Segundo o ministro, Chaer saiu do Brasil, viajou para a Síria e fez juramento ao Estado Islâmico do Iraque e do Levante (Daesh). Mais tarde, após a Operação Hashtag ser revelada, a Polícia Federal garantiu que esta prisão não estava relacionada com a Operação Hashtag.

## O Grupo
Os envolvidos participavam de um grupo virtual denominado “Defensores da Sharia” (a série de princípios religiosos, comportamentais e de costumes expressos nos textos sagrados muçulmanos), e planejavam adquirir armamentos para cometer crimes no Brasil e no exterior.
De acordo com a Justiça Federal, quebras de sigilo de dados e telefônicos revelaram indícios de que os investigados preconizam a intolerância racial, de gênero e religiosa, além do uso de armas e táticas de guerrilha para alcançar seus objetivos. As mensagens interceptadas também revelaram que o grupo chegou a comemorar o atentado realizado dias antes em uma boate LGBT em Orlando, EUA.
Segundo o jornal "O Globo", os acusados usam falsos nomes árabes, possuem idades entre 20 e 40 anos e alguns têm antecedentes criminais.
Conforme noticiado pelo jornal "Folha de S.Paulo", em 2002, Leonid El Kadre de Melo - acusado pela polícia como líder do grupo - e Valdir Pereira da Rocha já haviam sido condenados a seis anos de prisão por roubo qualificado e homicídio. Juntos, cumpriram pena na cidade de Araguaína-TO.

## A Operação

### Primeira Fase
Ramificado em sete estados brasileiros, o grupo passou a ser monitorado em março de 2016 com a infiltração de um informante no grupo de discussão, após a Polícia Federal do Brasil receber um alerta do FBI.
Em abril de 2016, iniciaram as investigações com o acompanhamento de redes sociais pela Divisão Antiterrorismo da Polícia Federal (DAT). Com autorização judicial, a Divisão Antiterrorismo da PF monitorou diálogos do grupo em redes sociais, sobretudo via Facebook e Twitter, e por aplicativos de troca de mensagens.
Em 21 de julho, doze pessoas foram presas suspeitas de planejar um atentado terrorista durante os Jogos Olímpicos.
Além das prisões, foram cumpridos 19 mandados de busca e apreensão em dez estados. Houve ainda duas conduções coercitivas, em São Paulo e Minas Gerais. A Justiça determinou que os doze presos cumprissem prisão temporária por 30 dias.
No dia 14 de agosto, o programa Fantástico, da Rede Globo, mostrou o e-mail que foi uma das principais provas das prisões. O e-mail foi enviado por Leonid El Kadre de Melo, e fala de treinamento para combate, assalto a bancos e contrabando de armas.
No dia 18 de agosto, a Justiça Federal no Paraná determinou a prorrogação da prisão temporária por mais 30 dias. Na decisão sobre a prorrogação, o juiz considerou que havia muito material para ser analisado contra os suspeitos e que o prazo inicial da detenção não foi suficiente. Ele também afirmou que os indícios foram aumentados com novos depoimentos e parte do material já analisado.
No dia 2 de setembro, a polícia informou que o rastreamento das conversas indica que os acusados cogitaram o uso de armas químicas durante os Jogos via contaminação de estação de água.

### Segunda Fase
A segunda fase desta operação foi deflagrada no dia 11 de agosto, na cidade de São Paulo, já com os Jogos do Rio em andamento.
Nesta fase, mais duas pessoas foram presas suspeitas de fazer apologia à Daesh (Estado Islâmico do Iraque e do Levante) na internet, outras três foram alvo de condução coercitiva, além de terem sido cumpridos cinco mandados de busca e apreensão – sendo um deles, no interior do Paraná. A Justiça determinou que os dois presos devem cumprir prisão temporária por 30 dias.
Por meio de nota, a Polícia Federal (PF) informou que todos os envolvidos nesta fase são brasileiros.

### Terceira Fase
A terceira fase da operação se deu no dia 19 de agosto, quando a PF cumpriu mais um mandado de prisão temporária em Brasília (DF).

### Quarta Fase
A quarta fase desta operação foi deflagrada no dia 6 de setembro, na capital de São Paulo e no interior do estado.
Segundo a Polícia Federal, foram cumpridos dois mandados de condução coercitiva e dois mandados de busca e apreensão no estado.
Um dos jovens levados a depor estava sendo investigado porque acessou sites relacionados à Daesh e conversou com outros suspeitos presos nesta mesma Operação Hashtag. Já o outro não teve a identidade revelada pela PF.
Com mais esta fase, o número de investigados presos na operação chegou a 15 pessoas.

### Acusação
Segundo o juiz Marcos Josegrei da Silva, as prisões temporárias e as demais medidas foram autorizadas diante dos indícios das práticas de dois crimes previstos na lei antiterrorismo: 
- integrar organização terrorista ou promovê-la, previsto do artigo 3º;[38]
- iniciar atos preparatórios tendentes à prática de terrorismo, previsto no artigo 5º.[38]

Um documento judicial com 300 páginas demonstra que alguns dos extremistas falavam em usar armas químicas nos jogos do Rio, prometiam fazer um pogrom (limpeza étnica) contra os kaffir (infiéis), incluindo muçulmanos xiitas e americanos, teciam planos de contaminar as águas de uma estação de abastecimento no Rio, comemoravam e trocavam entre si fotos de mutilações cometidas pelo EI e juravam que fariam o mesmo, ensinavam a fazer bombas recheadas com vidro, para causar mais dor, e pregavam degola e guerra civil no Brasil.

### Depoimentos dos Acusados
Um dos alvos de condução coercitiva disse que defendia a morte de homossexuais e que concordava com as ações do Estado Islâmico do Iraque e do Levante em países que, segundo ele, atacam os direitos dos muçulmanos.
O advogado do estudante de 18 anos, morador de Franca, que foi um dos alvos de condução coercitiva, alega que o jovem queria se converter à religião muçulmana.
Leonid El Kadre de Melo, que segundo a policia, foi quem assumiu o comando informal do grupo, manteve o direito constitucional de ficar em silêncio. A defesa disse que só vai se manifestar em juízo.
Em depoimentos dados no dia 8 de setembro, três investigados disseram não apoiar o Estado Islâmico do Iraque e do Levante ou concordar com o terrorismo. A maioria dos presos, porém, permaneceu em silêncio quando perguntada sobre os planos do atentado terrorista ou sua simpatia pelo Estado Islâmico do Iraque e do Levante.
no dia 16 de setembro, conforme divulgado pelo Estadão, Fernando Pinheiro Cabral, ou Ahmed Faaiz, um dos acusados, admitiu, em depoimento à Polícia Federal, que chegou a planejar um atentado em São Paulo, possivelmente na Parada Gay. A ideia do atentado, segundo ele próprio disse à Polícia Federal, era de realizar o ataque na capital paulista "em razão da proximidade das Olimpíadas, a fim de aproveitar a mídia em torno desse evento e do Brasil para difusão mundial do ato terrorista".
Para a Defensoria Pública da União no Paraná, os depoimentos colhidos sem a presença de advogados e encarceramento em prisão federal são os principais pontos de violação do direito de defesa dos presos. O aspecto mais contestado pela Defensoria é manter os suspeitos em prisões federais. Para o órgão, isso isola o preso e cerceia sua defesa.

### Aceitação da Denúncia pelo Juiz
No dia 16 de setembro, o Ministério Púbico Federal ofereceu a denúncia do grupo, e o juiz federal que cuida do caso determinou que a prisão temporária de oito acusados fosse transformada em preventiva, ou seja, eles passam a ficar detidos por tempo indeterminado. A denúncia entregue ao juiz, tem 328 páginas e apresenta uma grande quantidade de "prints" (capturas de tela) de conversas e postagens públicas dos acusados nas redes sociais citadas. Mas o conteúdo privado aparece em sua maior parte em prints no Telegram e Facebook. Por conta da criptografia utilizada em alguns aplicativos, como o Whatsapp, um agente infiltrado teria sido o recurso utilizado pela Polícia Federal para obter as conversas, segundo uma fonte anônima. Em entrevista ao site Uol, o coordenador do curso de direito digital do Insper, Renato Opice Blum, explica que a infiltração de agentes é amparada pela Lei nº 12.850, que rege organização e associação criminosa no país. Esta etapa pode ocorrer antes de autorização judicial.
Aos suspeitos foram atribuídos os crimes de promoção de organização terrorista, associação criminosa, incentivo de crianças e adolescentes à prática de atos criminosos e por recrutamento para organização terrorista. Segundo o procurador, o crime de recrutamento é o mais grave. Eles foram custodiados em presídios federais de segurança máxima.
O juiz também determinou, a soltura de seis investigados, dos quais 2 teriam que usar tornozeleira eletrônica. Cinco foram soltos entre os dias 17 e 18. O sexto elemento, que também seria liberado com tornozeleira eletrônica, não teve a saída autorizada por causa de uma ordem de prisão expedida pelo Juízo de Vila Bela da Santíssima Trindade (MT).

#### Morte de um dos acusados na cadeia
No dia 13 de outubro de 2016, Valdir Pereira da Rocha, um dos 8 denunciados que foram presos, foi transferido da Penitenciária Federal de Campo Grande, no Mato Grosso do Sul (MS), sob pedido da Justiça Federal, para que permanecesse na Cadeia Pública de Várzea Grande, com uso de tornozeleira eletrônica em regime fechado. Segundo a Corregedoria da Penitenciária Federal de Campo Grande, havia uma ordem de regressão de pena contra Valdir, determinada pela Justiça de Vila Bela da Santíssima Trindade (MT), por conta de outro crime que ele já havia cometido e pelo qual havia sido condenado.
Um dia após a transferencia ter sido realizada, ele teve sua morte cerebral decretada, seis horas após ser espancado por outros detentos. Valdir, que tinha 36 anos, chegou a ser levado ao Pronto-Socorro Municipal da cidade de Várzea Grande, na região metropolitana de Cuiabá-MT, em estado grave, mas não resistiu.

#### Nova Detenção de um dos acusados que estava solto
Um dos acusados que estava solto após a determinação de soltura do juiz, foi detido novamente no dia 10 de outubro, no Ceará, desta vez por tentativa de homicídio. O jovem de 20 anos é suspeito de ter esfaqueado um vizinho, no Bairro Araturi em Caucaia, Região Metropolitana de Fortaleza.
Segundo o Ministério da Justiça, o rapaz estava solto desde o dia 16 de setembro, quando passou a ser monitorado por tornozeleita eletrônica. O suspeito disse à polícia que estava “se sentindo ameaçado” pela vítima.

#### Fase de Julgamento dos Réus
No dia 13 de Dezembro de 2016 teve início a fase de julgamento dos réus, onde os oito presos acusados foram ouvidos pela Justiça Federal, em Curitiba.
No dia 15, O juiz federal Marcos Josegrei da Silva determinou a soltura de três dos oito réus acusados, que passarão a responder ao processo em liberdade condicional

### Indiciamento dos Acusados
No dia 6 março de 2017, dez meses após a deflagração da operação, a Polícia Federal concluiu o inquérito da Operação Hashtag.
Segundo a PF, durante os dez meses de investigação, foram cumpridos 74 mandados judiciais, sendo 26 de busca e apreensão domiciliar, 40 de prisões temporárias e preventivas e oito de condução coercitiva, todos expedidos pela 14a Vara Federal de Curitiba-PR.
Além dos oito investigados denunciados pelo Ministério Público Federal à Justiça Federal, a Polícia Federal indiciou mais oito investigados.

### Condenação dos Acusados
No dia 4 de maio de 2017, a Justiça condenou oito réus. Todos foram condenados na lei antiterrorismo que fala em "promover, constituir, integrar ou prestar auxílio, pessoalmente ou por interposta pessoa, a organização terrorista". Segundo a denúncia apresentada pelo Ministério Público Federal, os denunciados se dedicaram a promover a organização terrorista denominada Estado Islâmico. Ainda conforme a acusação, essa promoção ocorria via redes sociais, compartilhamento de materiais extremistas e trocas de email, por exemplo.
As condenações e os acusados foram:
- Leonid El Kadre de Melo - 15 anos de reclusão, sendo 13 anos em regime inicial fechado;
- Alisson Luan De Oliveira - 6 anos de reclusão, sendo cinco em regime inicial fechado;
- Oziris Moris Lundi dos Santos Azevedo - 6 anos de reclusão, sendo cinco em regime inicial fechado;
- Levi Ribeiro Fernandes De Jesus - 6 anos de reclusão, sendo cinco em regime inicial fechado
- Israel Pedra Mesquita - 6 anos de reclusão, sendo cinco em regime inicial fechado;
- Hortencio Yoshitake - 6 anos de reclusão, sendo cinco em regime inicial fechado;
- Luis Gustavo de Oliveira - 6 anos de reclusão, sendo cinco em regime inicial fechado;
- Fernando Pinheiro Cabral – 5 anos de reclusão em regime inicial fechado.

## Repercussão

### Nacional

#### Advogado criminalista
O advogado criminalista Euro Maciel Filho destaca que os detidos foram tratados como amadores, mas é necessário ter atenção nas investigações e tirar dúvidas sobre o envolvimento dos detidos. "Então é uma situação complicada porque estamos lidando com pessoas que são claramente amadoras. Mas o mesmo amador que pode dirigir um caminhão ensandecido em Nice, pode cometer algo aqui no Rio de Janeiro, nas Olimpíadas", declarou.

#### Juiz do caso
Em entrevista ao jornal O Globo, o juiz que decretou a prisão dos acusados, Marcos Josegrei da Silva, da 14a. Vara Federal do Paraná, afirmou que se preocupa com o risco de a Operação Hashtag ser confundida com preconceito religioso.

#### Governo Brasileiro
No dia 21 de julho, o presidente em exercício do Brasil, Michel Temer, recebeu, fora de sua agenda, em seu gabinete, o ministro da Justiça, Alexandre de Moraes, para ser informado de todos os detalhes da operação. Participaram da reunião, além do Moraes e de Temer, o ministro-chefe do Gabinete de Segurança Institucional (GSI), general Sérgio Etchegoyen, e o diretor-geral da Polícia Federal, Leandro Daiello. Temer foi informado de todos os detalhes da operação, recebeu informações de cooperação internacional e orientou que o Ministério da Justiça divulgasse todos os detalhes, "para mostrar que governo está atento, operando e em cooperação com outros países".
Na coletiva de imprensa, o Ministro da Justiça, Alexandre de Moraes, informou que o grupo era uma "célula absolutamente amadora" e "desorganizada". Porém, segundo os investigadores, alguns dos acusados já haviam feito o ‘batismo’ ao Estado Islâmico do Iraque e do Levante (bayat), que é o "juramento de fidelidade exigido pela organização terrorista para o acolhimento de novos membros". Ele afirmou, também, que as duas maiores ameaças identificadas até então já haviam sido abafadas, com a operação da deportação do físico franco-argelino e ex-professor da UFRJ Adlène Hicheur, e a Operação Hashtag.
Para Raul Jungmann, ministro da Defesa, o grupo, mesmo amador, ultrapassou "o limite" ao passar a preparar um ataque no Brasil. Ele informou que as investigações mostraram que a organização saiu da "possibilidade" para a "probabilidade" de implementar as ações e que, para evitar riscos, os membros foram detidos. Apesar do amadorismo, o grupo foi preso, conforme Jungmann, com base na lei antiterrorismo que considera crime atos preparatórios.
Já Rafael Brum de Miron, do Ministério Público Federal no Paraná, destacou que "eles são amadores, mas que não conhece suicida experiente". Ele afirma ainda que os riscos de um atentado terrorista no Brasil diminuíram ‘sensivelmente’.

### Internacional
Tão logo a operação foi divulgada, a notícia repercutiu no exterior. Jornais da Europa, dos Estados Unidos e da América Latina deram destaque para a notícia, que também entrou para o ranking de assuntos mais comentados do Google Trends.
A imprensa internacional destacou "o caráter aparentemente amador e sem preparação do grupo formado no Brasil", a descoberta do Ansar al-Khilafah Brazil, um canal brasileiro no aplicativo de mensagens Telegram com ligação com o Estado Islâmico do Iraque e do Levante, e a tentativa de compra de uma arma AK-47 pela internet por um dos investigados.
Para o The Washington Post, a Abin tem se preocupado com a facilidade com que um terrorista, do estilo "lobo solitário", ou seja, pessoa sem vínculo com organizações internacionais, pode comprar armas no Paraguai e levá-las para o Brasil.

## Críticas

### Coletiva de imprensa
Segundo a Revista Época, o Palácio do Planalto ficou bastante insatisfeito com o desempenho de Moraes na coletiva de imprensa que falou da operação. Considera que ele foi mal no papel de autoridade encarregada de tratar de forma equilibrada um fato delicado, de repercussão internacional. O presidente Michel Temer não gostou de como Moraes chamou para si a responsabilidade da operação, que contou com a participação de outros órgãos, por considerar que o momento exige mais sobriedade e cautela.

### Operação da PF
Para o jornalista Leonardo Sakamoto, a operação com base em suspeitas, sem provas contundentes, demonstra que o governo brasileiro não faz a mínima ideia do que é terrorismo, nem como combatê-lo de olho nos Jogos Olímpicos. Mas sabe como fazer um "estardalhaço midiático."

### Prisão preventiva
Para Lenin Pires, antropólogo e professor do curso de Segurança Pública da UFF, "considerando os Jogos Olímpicos e a escalada da violência por parte desses grupos extremistas, cuidados são bem vindos. Mas questiono se pode ser considerada uma boa prática preventiva a prisão de pessoas que não cometeram o crime que porventura viriam a cometer".